# Tahi József
Tahi József (eredeti neve: Tahi-Tóth József) (Budapest, 1952. október 8. –) magyar színész.

## Életpályája
1974–1978 között a Színház- és Filmművészeti Főiskola hallgatója volt Várkonyi Zoltán osztályában. 1978–1980 között a József Attila Színház színésze volt. 1980–1982 között a Népszínházban lépett fel. 1982–1989 között, és 1991 óta a Nemzeti Színházban szerepelt. 1989–1991 között a zalaegerszegi Hevesi Sándor Színház tagja volt. 2000-2022 között a Pesti Magyar Színházban játszott.

## Családja
Szülei Tahi Tóth Nándor (1912–1978) festőművész, tanár és Pfeiffer Eleonóra. Testvérei Tóth-Tahi Máté és Tahi Tóth László színészek, Tahi Tóth Sára, Tahi Tóth Nándor (1942–1984) építész, Tahi Tóth Lehel és Tahi Tóth Gábor. Feleségei: Badonyi Vali manöken, Tóth Éva (1954) színésznő. Egy lánya van Tóth Évától: Orsolya (1992).

## Színházi szerepei
A Színházi Adattárban regisztrált bemutatóinak száma: 95.
- William Shakespeare: Vízkereszt, vagy amit akartok....Valentine
- Sütő András: Egy lócsiszár virágvasárnapja....Herse
- Bertolt Brecht: Koldusopera....Ede
- Gogol: Háztűznéző....Anucskin
- Pinter: Az étellift....Guss
- Bolt: Éljen a királynő!....Klerikus
- Gorkij: Éjjeli menedékhely....Bubnov
- Szakonyi Károly: Ítéletnap....Őrzött
- Déry Tibor: A talpsimogató....Pettyes Jenő
- Georges Feydeau: Zsákbamacska....Tiburce
- Németh László: Eklézsia-megkövetés....Inas
- Molière: Jourdain úr....Covielle
- Carlo Goldoni: A hazug....Lelio
- Grochowiak: Őrült Gréta....Pierre
- Billetdoux: Csin-csin....Bobby
- Aljosin: Anna őfelsége....Divattervező
- Száraz György: Ítéletidő....Fejér Pál
- Fejes Endre: Rozsdatemető....Szuha Miklós
- Gogol: A revizor....Ivan Alekszandrovics Hlesztakov
- Shakespeare: A vihar....Trinculo
- Graves: Én, Claudius....Narcissus
- Miller: Közjáték Vichyben....Monceau
- Ruzante: A csapodár madárka[8]....Menato
- Balogh-Kerényi: Csíksomlyói passió....Negyedik sátány; Judás
- Arthur Miller: A világ teremtése és egyéb ügyek....Ábel[9]
- Cormon-D’Ennery: A két árva....Pierre
- Dóczy Lajos: Csók....Carlo
- Szlavkin: Egy fiatalember felnőtt lánya....Igor
- Moldova György: Titkos záradék....Barna Matyi
- Csiky Gergely: A kalap....Cantarini
- Musatescu: Titanic keringő....Traian
- Madách Imre: Az ember tragédiája....Csontváz; Első udvaronc; Nyegle; Platón; Első a népből; Egy Sans-Culotte; Második munkás[10]
- Békés Pál: A kétbalkezes varázsló....Fritzhuber Dongó
- Dolce: A kölyök....Giacchetto
- Kertész Ákos: Családi ház manzárddal, avagy egész évben karácsony....Isti
- Kisfaludy Károly: A pártütők....Nótárius
- Szörényi Levente: István, a király....Laborc; Fiatal regős
- Shakespeare: II. Richárd....Sir Stephen Scroope; Surrey hercege; Sir Piers Exton
- Shakespeare: IV. Henrik....Hallga
- Tömöry Péter: Síp a tökre....Jegyző
- Johnson: Lakat alá a lányokkal....Hörpöli Herbert
- Móricz Zsigmond: Légy jó mindhalálig....Rendőrtiszt
- Shakespeare: V. Henrik....Nym káplár; Francia katona
- Csokonai Vitéz Mihály: Karnyóné szerelme....Tipptopp
- Németh László: Galilei....Rodolfo
- Móricz Zsigmond: Sári bíró....Gedi
- Foster: A „színezüst” csehó...John
- Csepreghy Ferenc: A piros bugyelláris....Kósza Gyurka
- Tóth Ede: A falu rossza....Lajos
- Ustinov: Romanov és Júlia....Első katona
- Christie: Az egérfogó....Christopher Wren
- Galgóczi Erzsébet: Vidravas....Kálmánka
- Tamási Áron: Ördögölő Józsiás....Dudaro
- Gyurkovics Tibor: Boldogháza....Hantos Mihály
- Szép Ernő: Lila ákác....Csacsinszky Pali
- Szigligeti Ede: Liliomfi....Szellemfi; Adolf
- Katona József: Bánk bán....Simon bán
- Hubay Miklós–Vas István–Ránki György: Egy szerelem három éjszakája....Károly
- Csehov: Cseresznyéskert....Jasa
- Mikszáth Kálmán: A Noszty fiú esete Tóth Marival....Topsich gróf
- Illyés Gyula: Különc....Podmaniczky Frigyes
- Pap Károly: Szent színpad avagy színház az egész világ....Ügyelő
- Shakespeare: Hamlet, dán királyfi....Rosencrantz
- Wyspiański: Menyegző....Wojtek
- Molnár Ferenc: Panoptikum avagy a király füle....Dr. Bloch
- Móricz Zsigmond: Úri muri....Kudora
- Leigh: La Mancha lovagja....Borbély
- Lengyel-Meehan-Graham: Lenni vagy nem lenni....Dobos
- Páskándi Géza: Vendégség....Blandrata György
- Karinthy-Szakonyi: Tanár úr, kérem!....Goldfinger
- Weiss: Jean Paul Marat üldöztetése és meggyilkolása, ahogy a charentoni elmegyógyintézet színjátszói előadják De Sade úr betanításában....Duperret
- Bornemisza Péter: Magyar Elektra....Parasitus
- Balassi Bálint: Szép magyar komédia....Dienes
- Lavery: Az úr katonái....Peter Morell
- Herczeg Ferenc: Majomszínház....Cézár
- Friedrich Schiller: Ármány és szerelem....Von Kalb
- Pianosa Giorgio: A család játékai....Giacomo
- Schmidt: A fantasztikusok....Henry
- Shakespeare: A windsori víg nők....Nym
- Rejtő–Schwajda: A néma revolverek városa....A cingár
- Pozsgai Zsolt: Szeretlek, fény....Idegen
- Tamási Áron: Ábel....Győző
- Feydeau: Fel is út, le is út....Fimin
- Brecht: A szecsuáni jó ember....Férfi
- Edmond Rostand: Cyrano de Bergerac....Montfleury
- Kesselring: Arzén és levendula....Rooney
- Stephen Sondheim–James Lapine: Vadregény – Into the Woods....hopmester
- Alekszandr Szergejevics Puskin: Anyegin....Zareckij
- Arnold Wesker: A konyha....Alfredo[11]
- Richard Rodgers, Oscar Hammerstein, Howard Lindsay, Russel Crouse, Maria Augusta von Trapp, Bátki Mihály, Fabri Péter: A muzsika hangja - Herr Zeller főfelügyelő[12]
- Dobozy Imre: A tizedes meg a többiek – SS főhadnagy[13]

## Filmjei
- Utazás a koponyám körül (1970)
- Az ész bajjal jár (1977)
- Krétakör (1978)
- A Zebegényiek (1978)
- Zenés TV Színház (1979)
- Ezer év (1980)
- A Mi Ügyünk, avagy az utolsó hazai maffia hiteles története (1980)
- Petőfi (1981)
- Családi kör (1981)
- A 78-as körzet (1982)
- Kettévált mennyezet (1982)
- Appassionata (1982)
- Mint oldott kéve (1983)
- Csodatopán (1984)
- Szomszédok (1989-1993)
- Az öt zsaru (1998)
- Angyali történetek (2000)
- Hotel Szekszárdi (2002)
- Magyar Passió (2021)
- Pacsirta (2022)

## Szinkronszerepei
- Csengetett, Mylord?: Henry Livingstone - Perry Benson
- Éjféli leszámolás: Labortechnikus - Paul McCallum
- Hupikék törpikék: Nótata - Hamilton Camp
- Magnum: Theodore 'TC' Calvin - Roger E. Mosley
- Megveszem ezt a nőt: Federico Torres Landa - Eduardo Palomo
- Murder One: Arnold Spivak - J. C. MacKenzie
- Roger nyúl a pácban: Pinokkió - Peter Westy
- Tűzszekerek: Aubrey Montague - Nicholas Farrell